# Lillehem
Lillehem är en ort i Kristianstads Kommun i Skåne län, belägen mellan Degeberga och Brösarp på Österlen.
Lillehemsån som rinner genom byn uppgår så småningom i Julebodaån som mynnar ut i Hanöbukten.
I anslutning till byn ligger naturreservatet Lillehem.